# Jalovec tuhý pobřežní
Jalovec tuhý pobřežní (Juniperus rigida subsp. conferta) je poddruh jalovce tuhého, rozšířený v Japonsku a východním Rusku. Vyznačuje se šídlovitými jehlicemi podobnými jehlicím jalovce obecného a nízkým, poléhavým růstem. Je pěstován jako okrasná pokryvná dřevina.

## Popis
Jalovec tuhý pobřežní je dvoudomý, nízký, poléhavý keř s plazivými kmínky, tvořící husté porosty. Větévky jsou rezavě hnědé, hustě pokryté jehlicemi. Jehlice jsou tuhé, pichlavé, více či méně prohnuté, 10 až 17 mm dlouhé a 1 až 2 mm široké, uspořádané v přeslenech po třech. Na bázi jsou kloubovitě připojené k větévce podobně jako u jalovce obecného a nesbíhají po ní. V průřezu jsou téměř trojúhelníkovité. Na vrchní straně jehlice je hluboký žlábek a jeden podélný bílý pruh průduchů ve střední části. Na spodní straně jsou jehlice matně zelené, kýlnaté a rýhované. Šupinovité jehlice chybějí. Šištice jsou jednotlivé a vyrůstají v úžlabích na loňských větévkách. Samčí šištice jsou žlutozelené, kulovitě vejcovité, asi 3 mm dlouhé a 2,5 mm široké. Samičí šištice jsou krátce stopkaté a hustě obklopené drobnými šupinami, kulovité, zprvu zelené, později v průběhu dozrávání až purpurově černé. Zralé mají 10 až 12 mm v průměru a obsahují 3 semena. Semena jsou elipsoidní, na koncích poněkud špičatá, 5 až 7 mm dlouhá. Opylení probíhá v červenci, galbuly dozrávají na podzim následujícího roku.

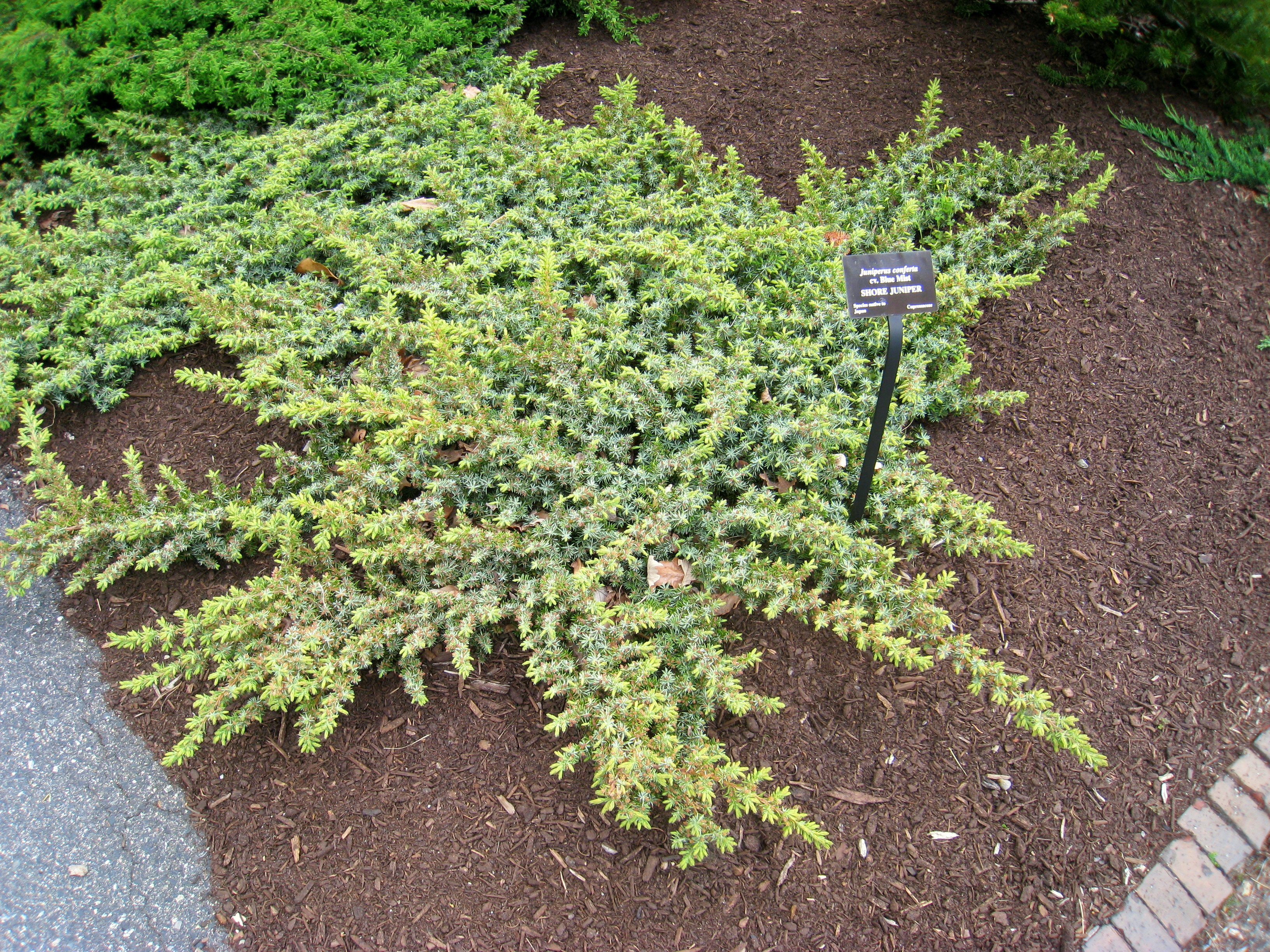
Jalovec tuhý pobřežní v botanické zahradě
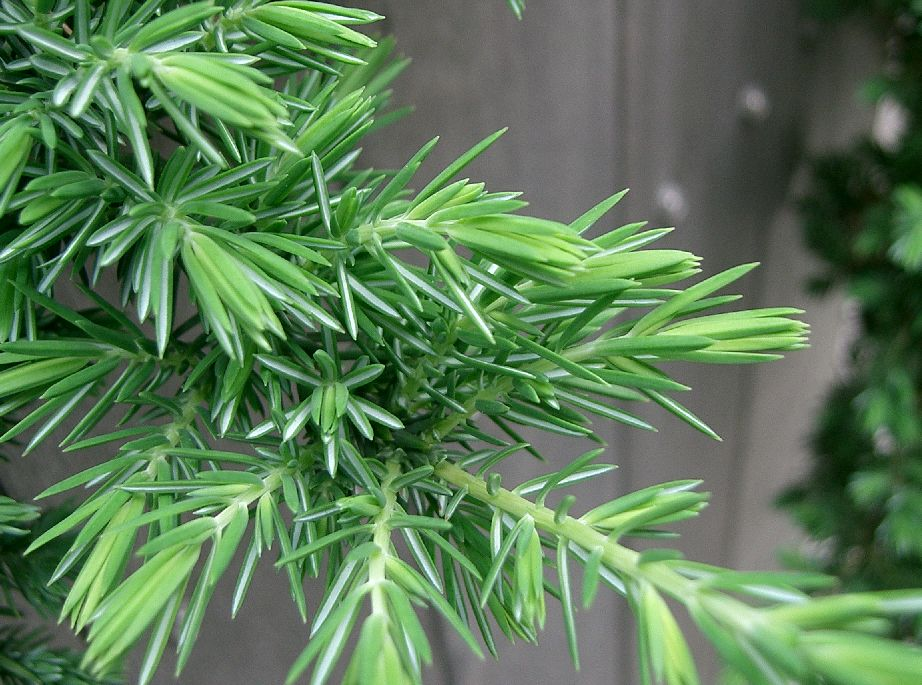
Detail jehličí kultivaru 'Blue Pacific'

## Rozšíření
Tento jalovec je přirozeně rozšířen v Japonsku, Ruském Sachalinu a pravděpodobně i na Kurilských ostrovech. Roste na písčitých podkladech v blízkosti pobřeží. V Japonsku se vyskytuje na tichomořském pobřeží ostrovů Honšú a Hokkaidó.

## Taxonomie
Taxon byl popsán jako samostatný druh Juniperus conferta. V současné taxonomii je uváděn nejčastěji jako poddruh nebo řidčeji jako varieta druhu Juniperus rigida.

## Přehled kultivarů
- 'Blue Pacific'
- 'Boulevard'
- 'Emerald Green'
- 'Emerald Sea'
- 'Iron Age'
- 'Irozam'
- 'Schlager'
- 'Silver Mist'
- 'Sunsplash'
- 'Variegata'[5][6]

## Význam
Druh je pěstován jako okrasná pokryvná dřevina, nejčastěji pod názvem Juniperus conferta. Patří mezi méně známé jalovce a v klasické české dendrologické literatuře (Koblížek, Hieke) většinou není uváděn.
V českých botanických zahradách jsou pěstovány 2 kultivary: 'Schlager' a 'Blue Pacific'.

## Pěstování
Tento jalovec prospívá na plném slunci v propustné vlhké nebo i sušší půdě. Snáší zásadité i kyselé půdy. Je rovněž odolný vůči zasolení. Nejnižší zóna odolnosti je uváděna 6a (do – 23 °C).